# Barbacenia gentianoides
Barbacenia gentianoides är en enhjärtbladig växtart som beskrevs av Goethart och Johannes Jan Theodoor Henrard. Barbacenia gentianoides ingår i släktet Barbacenia och familjen Velloziaceae.

## Underarter
Arten delas in i följande underarter:
- B. g. gentianoides
- B. g. magalhaesii